# Сычуаньские монголы
Сычуа́ньские монго́лы, мэнгуцзу — монгольский этнос, проживающий на территории провинции Сычуань КНР. Официально считаются частью монгольской национальности в КНР. Однако они представляют собой отдельную этнолингвистическую группу. Обладают собственной национальной одеждой, историей и языком. Численность составляет 29 тыс. человек.

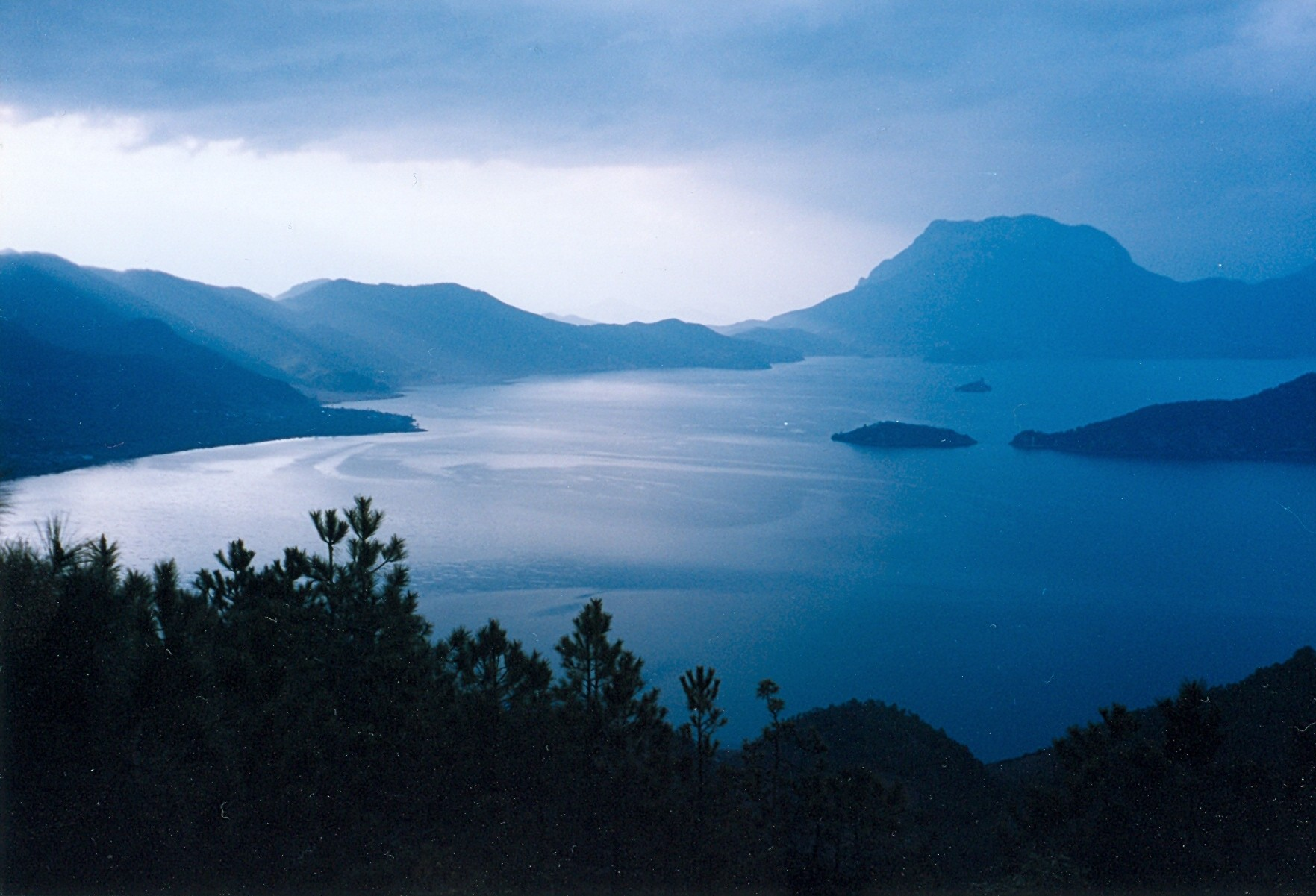
Берега озера Лугуху — одно из мест традиционного проживания сычуаньских монголов

## Этноним
Сычуаньские монголы называют себя монгол. Все остальные народы региона называют их мэнгуцзу (монголы). Также они известны под следующими именами: монголы озера Лугуху, хихин, хии-хин.

## История
В 1924 году Джозефом Роком был описан город Юнгнинг (Youngning) как «место трех вождей, предками которых были монголы, возведенные к власти при Хубилай-хане в XIII веке». Рок добавляет: «Когда великий монгольский император прошел по территории около Юнгнинга в 1253 году, он оставил одного из своих родственников, чтобы управлять племенами Хлихин». До установления коммунистического правления монгольский князь правил как военачальник по всему региону. Когда коммунисты захватили власть, они свергли его, но не убили, чтобы не сделать его мучеником в глазах его народа. Монгольский дворец был разрушен, и князь был отправлен в лагерь перевоспитания на несколько лет. Как отмечено в книге «Peoples of the Buddhist World», монгольский принц Ла Пин Чу все еще жив и уважается своим народом, хотя ему не разрешено править.
Большинство современных сычуаньских монголов являются фермерами или рыбаками, которые ведут спокойную жизнь в отдаленных деревнях. Большую роль в их культурной жизни играют буддистские фестивали.
Основной религией сычуаньских монголов является тибетский буддизм. Главный буддистский храм расположен рядом с домом принца Ла Пин Чу. Большинство храмов и алтарей были разрушены во время Культурной революции, но многие из них были впоследствии восстановлены.

## Расселение
В настоящее время сычуаньские монголы проживают на территории трех национальных волостей в Ляншань-Ийском автономном районе провинции Сычуань:
уезд Яньюань:
- Дапо-Монгольская национальная волость (大坡蒙古族乡)

Мули-Тибетский автономный уезд:
- Сянцзяо-Монгольская национальная волость (项脚蒙古族乡)
- Уцзяо-Монгольская национальная волость (屋脚蒙古族乡).